# Kyösti Lehtonen
Kyösti Eemil Lehtonen (ur. 13 marca 1931 w Jämsä, zm. 15 listopada 1987 w Helsinkach) − fiński zapaśnik, trzykrotny olimpijczyk. Mistrz olimpijski z IO w Melbourne (1956), piąty w Rzymie 1960 i odpadł w eliminacjach w Tokio 1964. 
Podczas IO w Melbourne zdobył złoty medal w zapasach klasycznych, w wadze lekkiej (-67 kg). Był 9-krotnym mistrzem Finlandii (styl klasyczny, w latach: 1952, 1953, 1954, 1955, 1956, 1957, 1960, 1961 oraz 1962). W 1962 zajął 2. miejsce w turnieju „Iwan-Podubbny” w Moskwie. Dwukrotny wicemistrz świata w zapasach stylem klasycznym: z Neapolu 1953 oraz z Karlsruhe 1955.